# Tadeusz Konarski

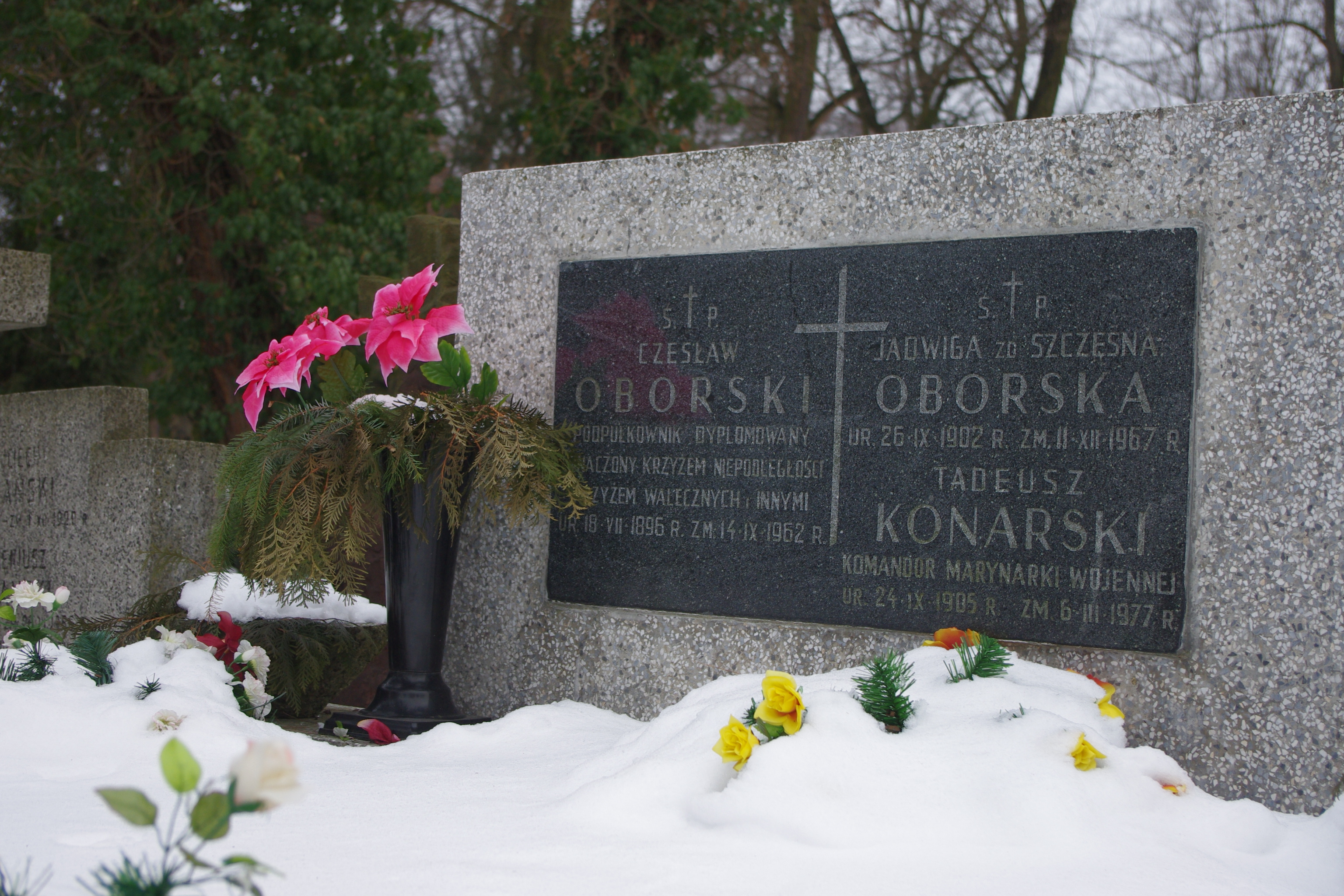
Grób komandora Marynarki Wojennej – Tadeusza Konarskiego (1905-1977) i pułkownika dyplomowanego Czesława Szymona Oborskiego (1896–1962) – kwatermistrza Armii „Modlin”, na cmentarzu Bródnowskim w Warszawie

Tadeusz Ładysław Konarski (ur. 24 września 1905, zm. 6 marca 1977) – komandor porucznik Marynarki Wojennej, dowódca ORP „Wilia”. 

## Życiorys
Absolwent Korpusu Kadetów Nr 2 w Modlinie i Oficerskiej Szkoły Marynarki Wojennej z 1927 roku. Miał drugą lokatę na roku. Służył w Kierownictwie Marynarki Wojennej w Warszawie, następnie zastępca dowódcy żaglowca ORP „Iskra” i dowódca transportowca MW – ORP „Wilia”. Pełnił funkcję adiutanta admirała Józefa Unruga. Na stopień komandora podporucznika został awansowany ze starszeństwem z dniem 19 marca 1939 roku i 4. lokatą w korpusie oficerów morskich.
Uczestnik obrony wybrzeża jako oficer operacyjny dowódcy Rejonu Umocnionego Hel. Następnie w niemieckiej niewoli. 
W 1945 roku piastował funkcję pełnomocnika rządu polskiego ds. rewindykacji statków. Następnie jako oficer Marynarki Wojennej pełnił między innymi funkcję członka Polskiej Misji Morskiej w Londynie i oficera w Sztabie Głównym MW jako szef Oddziału VII. W 1948 roku przyprowadził z Gibraltaru do Polski żaglowiec ORP „Iskra”. W 1949 roku przeniesiony do rezerwy. 
Zmarł w Warszawie, pochowany na cmentarzu Bródnowskim w Warszawie (kwatera 52A-3-33/34). 